# 藤井葉大
藤井 葉大（ふじい ようた、2006年1月16日 - ）は、山口県下関市出身のプロサッカー選手。Jリーグ・カマタマーレ讃岐所属。ポジションはディフェンダー（DF）。

## 来歴
2023年に飯塚高校からファジアーノ岡山への来季加入が内定した。また特別指定選手としてプレーした。
2024年、JリーグYBCルヴァンカップ 1st ラウンド 1回戦であるテゲバジャーロ宮崎戦において、公式戦初出場・初先発を飾り、勝利に貢献した。また、J2リーグ第16節ヴァンフォーレ甲府戦において、リーグ戦初出場・初先発を飾った。
2024年12月19日、カマタマーレ讃岐への育成型期限付き移籍が発表された。

## 所属クラブ
- 勝山SSS
- セイザンFC
- 飯塚高等学校
  - 2023年4月 - 同年11月  ファジアーノ岡山 (特別指定選手)
- 2024年 -  ファジアーノ岡山
  - 2025年 -  カマタマーレ讃岐 (育成型期限付き移籍)

## 個人成績
| 国内大会個人成績 | 国内大会個人成績 | 国内大会個人成績 | 国内大会個人成績 | 国内大会個人成績 | 国内大会個人成績 | 国内大会個人成績 | 国内大会個人成績 | 国内大会個人成績 | 国内大会個人成績 | 国内大会個人成績 | 国内大会個人成績 |
| 年度             | クラブ           | 背番号           | リーグ           | リーグ戦         | リーグ戦         | リーグ杯         | リーグ杯         | オープン杯       | オープン杯       | 期間通算         | 期間通算         |
| 年度             | クラブ           | 背番号           | リーグ           | 出場             | 得点             | 出場             | 得点             | 出場             | 得点             | 出場             | 得点             |
| 日本             | 日本             | 日本             | 日本             | リーグ戦         | リーグ戦         | リーグ杯         | リーグ杯         | 天皇杯           | 天皇杯           | 期間通算         | 期間通算         |
| ---------------- | ---------------- | ---------------- | ---------------- | ---------------- | ---------------- | ---------------- | ---------------- | ---------------- | ---------------- | ---------------- | ---------------- |
| 2024             | 岡山             | 55               | J2               | 4                | 0                | 2                | 0                | 1                | 0                | 7                | 0                |
| 2025             | 讃岐             | 55               | J3               |                  |                  |                  |                  |                  |                  |                  |                  |
| 通算             | 日本             | 日本             | J2               |                  |                  |                  |                  |                  |                  |                  |                  |
| 通算             | 日本             | 日本             | J3               | 4                | 0                | 2                | 0                | 1                | 0                | 7                | 0                |
| 総通算           | 総通算           | 総通算           | 総通算           | 4                | 0                | 2                | 0                | 1                | 0                | 7                | 0                |

- 2023年は特別指定選手 (出場無し)

出場歴
- Jリーグ初出場 - 2024年5月19日 J2第16節 ヴァンフォーレ甲府戦 (シティライトスタジアム)